# All the Way... A Decade of Song
All the Way… A Decade of Song è il primo greatest hits in lingua inglese della cantante canadese Céline Dion, pubblicato da Sony Music Entertainment il 16 novembre 1999. È il suo settimo album in lingua inglese ed il trentatreesimo in totale. Sono inclusi nove nuovi brani, fra cui sette inediti. La Dion ha lavorato ai nuovi brani principalmente con David Foster. Altri produttori sono Max Martin, Kristian Lundin, Robert John "Mutt" Lange, James Horner e Matt Serletic.
All the Way ... A Decade of Song ha ottenuto recensioni positive da parte della critica. I critici hanno elogiato il primo singolo, That's the Way It Is e la ballad If Walls could Talk. Alcune critiche sono state indirizzate verso l'inclusione di un numero limitato di hit e di molte nuove registrazioni. Nonostante ciò, l'album è diventato un successo commerciale in tutto il mondo e ha raggiunto il primo posto in tutti i principali mercati musicali del mondo. All the Way ... A Decade of Song ha venduto 8 100 000 copie negli Stati Uniti, secondo Nielsen SoundScan. Ha anche venduto cinque milioni di copie in Europa, due milioni in Giappone e un milione in Canada. Durante i primi due anni della sua uscita, l'album ha venduto oltre diciassette milioni di copie in tutto il mondo.

## Antefatti
Dopo dieci anni passati sotto i riflettori, Céline Dion decide di riposarsi e godersi la famiglia:
(Céline Dion)
Ma prima che intraprendesse la sua pausa di due anni dall'industria musicale a partire dal 1º gennaio 2000, Cèline preparò All the Way ... A Decade of Song per salutare temporaneamente il pubblico e riassumere un periodo di dieci anni pieno di successi, in cui ha venduto oltre 100 milioni di dischi in tutto il mondo. Negli anni '90, la Dion è passata dal successo regionale canadese alla trasformazione in uno degli artisti pop di maggior successo al mondo. A quel tempo, pubblicò sette album in lingua inglese, da Unison del 1990 ad All the Way ... A Decade of Song, e sei album francesi appena registrati, raccogliendo numerosi premi, tra cui cinque Grammy.
Il processo di produzione di All the Way ... A Decade of Song è stato abbastanza faticoso per i soggetti coinvolti, a causa del bilanciamento del numero di successi e delle nuove canzoni che potessero garantire un nuovo lato della Dion. "Abbiamo avuto conversazioni di lunghe ore, avanti e indietro, su ciò che doveva essere la combinazione", ha detto John Doelp, produttore co-esecutivo dell'album. "Volevamo essere sicuri che avessimo alcuni nuovi suoni e che siamo stati in grado di andare in posti nuovi". Il co-produttore esecutivo Vito Luprano aggiunse: "La prima idea era quella di registrare tre nuovi brani, poi Céline disse«Andiamo per cinque», il suo numero fortunato, ma abbiamo ricevuto così tante grandi canzoni che abbiamo finito per registrarne nove. Infine decidemmo di pubblicarne sette".

## Contenuti

### Album
Concepito in due parti, questo album ibrido combina nove hit precedentemente pubblicate con sette inediti registrati appositamente per questa raccolta.
La canzone del titolo All The Way è un tributo a Frank Sinatra, uno degli artisti preferiti di Céline ed è la canzone con la quale la Dion e René Angélil si sono sposati, eseguita in un duetto virtuale con Frank Sinatra. Il primo singolo dell'album, That's The Way It Is, scritto e prodotto da Max Martin (Backstreet Boys e Britney Spears) e Kristian Lundin  è una canzone up-tempo perfettamente in sintonia con la musica dell'epoca. Céline rivisita la classica ballad The First Time Ever I Saw Your Face, una canzone scritta da Ewan MacColl che portò Roberta Flack alla numero 1 delle classifiche nel 1972 e che la Dion ha eseguito acusticamente nel suo Let's Talk About Love Tour. Prodotto dal suo amico di lunga data David Foster, il brano, attraverso un'orchestrazione emotiva e sensibile, dà a Céline l'opportunità di una delle sue migliori prestazioni vocali. Céline collabora anche con il produttore Robert John "Mutt" Lange nella canzone If Walls Could Talk che vede Shania Twain ai cori. Altro momento saliente è la power-ballad I Want You to Need Me di Diane Warren. Infine, la Dion canta Live, un'interpretazione toccante di Vivre, la canzone di Esmeralda nel musical Notre Dame de Paris, scritta dall'amico Luc Plamondon e Riccardo Cocciante. La traccia scritta da Jennings e Horner (autori di My Heart Will Go On), Then You Look at Me è stata utilizzata come tema della colonna sonora del film, L'uomo bicentenario con Robin Williams.
Sony Music Entertainment pubblicò otto diverse versioni di questo greatest hits, adattati ai successi ottenuti dalla Dion in base ai paesi: Nord America, Europa, Francia, Australia/Nuova Zelanda, Asia, Giappone, America Latina e Brasile.

### DVD
Nel 2001, la Sony Music Entertainment pubblicò il DVD di All the Way... A Decade of Song & Video. Il DVD include i videoclip di If Walls Could Talk e Then You Look at Me, che non sono stati pubblicati come singoli. Contiene anche due video dello speciale televisivo della CBS del 1999, All the Way e The First Time Ever I Saw Your Face, e i video musicali dei singolo promozionali dell'album: That's the Way It Is, Live (for the One I Love) e I Want You to Need Me. Il DVD include anche i successi precedenti, alcuni dei quali in versione live dal concerto registrato in Home video, Live in Memphis. Verso la fine del 2003, la Sony distribuì una combinazione dell'album e del DVD di All the Way ... A Decade of Song in Europa e Australia.

## Promozione
Il 7 ottobre 1999 Céline Dion registrò il suo secondo speciale televisivo CBS al Radio City Music Hall di New York, esibendosi in: Love Can Move Mountains, To Love You More (con Taro Hakase al violino), That's the Way It Is (con 'N Sync), All the Way (duetto virtuale con Frank Sinatra) , The First Time Ever I Saw Your Face e in un medley in duetto con Gloria Estefan. Lo speciale televisivo andò in onda il 22 novembre 1999 e fu il secondo programma più visto nella sua fascia oraria, con uno share del 14%. La Dion eseguì anche That's the Way It Is in vari show televisivi e cerimonie di premiazioni alla fine del 1999, prima di prendere una pausa di due anni dall'industria musicale. Il 31 dicembre 1999, si esibì nel suo ultimo concerto, La dernière de Céline, al Molson Center di Montréal, cantando anche con ospiti d'eccezione quali Bryan Adams e una serie di cantanti franco-canadesi.

## Singoli
That's the Way It Is è stato pubblicato come primo singolo dall'album il 1º novembre 1999. Raggiunse la numero 6 della Billboard Hot 100 degli Stati Uniti e divenne un successo presente nelle top ten di tutto il mondo. Nel febbraio 2000, Live (for the One I Love) è stato diffuso come secondo singolo in alcuni paesi europei il 14 febbraio 2000, The First Time Ever I Saw Your Face è stato pubblicato come singolo successivo nel Regno Unito, dove ha raggiunto la posizione numero 19. Il secondo singolo nordamericano, I Want You to Need Me, fu pubblicato il 17 aprile 2000 e raggiunse la prima posizione nella Canadian Singles Chart.

## Accoglienza
All the Way ... A Decade of Song ha ottenuto recensioni generalmente positive da parte dei critici musicali. Michael Paoletta di Billboard diede una recensione molto positiva, definendo l'album "un promemoria del perché il decennio è stato l'era della Dion... e perché il futuro le sembra luminoso". Secondo lui, riguardo alle sette nuove canzoni, All the Way ... A Decade of Song è l'album più concentrato della Dion, che ha attinto a una squadra di collaboratori che comprende i punti di forza di questa artista. Tra i punti salienti citati da Paoletta ci sono: il primo singolo That's the Way It Is, un numero up-tempo di benvenuto; I Want You to Need Me, una canzone d'amore consumato, matura per essere un secondo singolo; If Walls Could Talk; Then You Look at Me, un brano caratterizzante della Dion che fa alzare il tetto e fa attizzare i fan; il suo duetto "oltre confine" con Frank Sinatra su All the Way; e The First Time Ever I Saw Your Face, un remake che "afferma la capacità della Dion di rimanere bassa e ancora scintillante".
Anche Chuck Taylor di Billboard elogiò That's the Way It Is. Scrisse che la Dion finalmente "alza il ritmo con l'irresistibile" primo singolo. Secondo Taylor, questa nuovo brano è "un'ode gioiosa per mantenere la fede ma permettere all'amore di fare il suo corso quando è pronta... fa incontrare la Dion con un nuovo team di collaboratori, i creatori di successi quali: Max Martin, Kristian Lundin e Andreas Carlsson". "Una canzone piena, con un mandolino festivo e un beat mid-tempo per portare a nuove vette la sua splendida voce di sempre", questa canzone è "destinata ad estasiare per la prima volta la Mainstream Top 40 e l'Adult Contemporary... alla fine spoglia la radio mainstream per cui la Dion è troppo adulta." Ha detto che,"giovane e al tempo stesso elegante, e che brilla di calore, la canzone rappresenta anche un audace passo in avanti per Martin, che è meglio conosciuto per il suo lavoro con artisti giovanili... tutto sommato, That's the Way It Is è una delle più avvincenti emissioni radiofoniche da una delle voci fondamentali del decennio".
Chuck Taylor ha anche recensito I Want You to Need Me, scrivendo che il collegamento tra la Dion e Diane Warren è sempre stato "perfetto come un fidato paio di Thom McAn". Tra le parole "intrise di cuore" e la drammatica scrittura melodica della Warren e i "potenti vocalizzi della Dion provenienti direttamente dall'anima, il divadom non è mai stato così potente". Secondo lui, per i fan delle power-ballad "di alto calibro" della Dion, questo brano è davvero uno tra i migliori in assoluto e uno dei momenti salienti di All the Way ... A Decade of Song. Desiderando un'attenzione romantica, la Dion canta: "Voglio che tu abbia bisogno di me, come l'aria che respiri / Voglio che tu mi senta, in tutto / Voglio che tu mi veda, in ogni tuo sogno / Il modo in cui ti assaggio, sento te, respiro te, ho bisogno di te." Taylor affermò che la fidata melodia della Warren è del tutto naturale e scorrevole, mentre la produzione da Matt Serletic, solitamente orientata al rock, è "pura perfezione". "Sale sulla vetta gloriosa fino alla fine, dove la Dion offre esattamente quello che ci si aspetta: un crescendo come "brivido", come quelle prime volte che abbiamo sentito My Heart Will Go On."
Sebbene Stephen Thomas Erlewine di AllMusic abbia dato all'album quattro stelle su cinque, lo ha criticato per aver incluso sette nuove canzoni e solo nove hit. Secondo lui, se fosse stata "una raccolta di successi dritti, con That's the Way It Is e If Walls could talk, sarebbe andata bene, ma sarebbe andata a gonfie vele con quasi un intero album dal valore del materiale che lo ferisce". Notò che la prima hit americana della Dion, Where Does My Heart Beat Now, non è presente e neanche il duetto con Barbra Streisand in Tell Him. Erlewine affermò che "il best of, come l'epico brano di Meat Loaf, It's All Coming Back to Me Now e My Heart Will Go On, sono sicuramente tra le migliori canzoni del genere adult contemporary del decennio. Sentiva che rispetto al nuovo materiale, il ballerino That's the Way It Is e la graziosa ballad If Walls could talk, non gli piacevano i brani The First Time Ever I Saw Your Face e All the Way. Secondo lui, i restanti tre nuovi inediti "non sono male", ma non sono particolarmente memorabili, specialmente rispetto ai successi.

## Riconoscimenti
All the Way ... A Decade of Song, nel 2000 ricevette il Japan Gold Disc Award per l'Album pop internazionale dell'anno mentre All the Way, il brano in duetto con Frank Sinatra, fu nominato per il Grammy Award alla Migliore collaborazione pop vocale ai 43° Grammy Award.

## Tracce
All the Way ... A Decade of Song (North American Edition)
1. The Power of Love (Radio Edit) – 4:48 (Candy DeRouge, Gunther Mende, Mary Susan Applegate, Jennifer Rush)
2. If You Asked Me To – 3:55 (Diane Warren)
3. Beauty and the Beast (feat. Peabo Bryson) – 4:04 (Alan Menken, Howard Ashman)
4. Because You Loved Me – 4:35 (Warren)
5. It's All Coming Back to Me Now (Radio Edit) – 5:32 (Jim Steinman)
6. Love Can Move Mountains (Radio Edit) – 4:01 (Warren)
7. To Love You More (Radio Edit) – 4:41 (David Foster, Junior Miles)
8. My Heart Will Go On – 4:42 (James Horner, Will Jennings)
9. I'm Your Angel (feat. R. Kelly) – 5:31 (R. Kelly)
10. That's the Way It Is (Inedito) – 4:03 (Kristian Lundin, Max Martin, Andreas Carlsson)
11. If Walls Could Talk (Inedito) – 5:19 (Robert John "Mutt" Lange)
12. The First Time Ever I Saw Your Face (Cover) – 4:09 (Ewan MacColl)
13. All the Way (feat. Frank Sinatra) (Cover) – 3:53 (Jimmy Van Heusen, Sammy Cahn)
14. Then You Look at Me (Inedito) – 4:11 (Horner, Jennings)
15. I Want You to Need Me (Inedito) – 4:36 (Warren)
16. Live (for the One I Love) (Cover) – 3:58 (Riccardo Cocciante, Luc Plamondon, Jennings)

All the Way ... A Decade of Song (Asian Edition)
L'edizione asiatica contiene delle diversità rispetto a quella nord americana, ovvero non è presente la traccia If You Asked Me To, sostituita dal duetto con i Bee Gees. Include anche il singolo giapponese Be the Man.
1. The Power of Love (Radio Edit) – 4:48 (DeRouge, Mende, Applegate, Rush)
2. Beauty and the Beast (feat. Peabo Bryson) – 4:04 (Menken, Ashman)
3. Because You Loved Me – 4:35 (Warren)
4. It's All Coming Back to Me Now (Radio Edit) – 5:32 (Steinman)
5. Immortality (feat. Bee Gees) – 4:12 (Barry Gibb, Robin Gibb, Maurice Gibb)
6. To Love You More (Radio Edit) – 4:41 (Foster, Miles)
7. My Heart Will Go On – 4:42 (Horner, Jennings)
8. Be the Man – 4:39 (Foster, Miles)
9. I'm Your Angel (feat. R. Kelly) – 5:31 (Kelly)
10. That's the Way It Is (Inedito) – 4:03 (Lundin, Martin, Carlsson)
11. If Walls Could Talk (Inedito) – 5:19 (Lange)
12. The First Time Ever I Saw Your Face (Cover) – 4:09 (MacColl)
13. All the Way (feat. Frank Sinatra) (Cover) – 3:53 (Heusen, Cahn)
14. Then You Look at Me (Inedito) – 4:11 (Horner, Jennings)
15. I Want You to Need Me (Inedito) – 4:36 (Warren)
16. Live (for the One I Love) (Cover) – 3:58 (Cocciante, Plamondon, Jennings)

All the Way ... A Decade of Song (Australian Edition)
Questa versione dell'album contiene la hit che ebbe successo nel Regno Unito, Think Twice e il singolo omonimo dell'album Falling into You.
1. The Power of Love (Radio Edit) – 4:48 (DeRouge, Mende, Applegate, Rush)
2. Beauty and the Beast (feat. Peabo Bryson) – 4:04 (Menken, Ashman)
3. Think Twice – 4:48 (Andy Hill, Peter Sinfield)
4. Because You Loved Me – 4:35 (Warren)
5. It's All Coming Back to Me Now (Radio Edit) – 5:32 (Steinman)
6. Immortality (feat. Bee Gees) – 4:12 (B. Gibb, R. Gibb, M. Gibb)
7. To Love You More (Radio Edit) – 4:41 (Foster, Miles)
8. My Heart Will Go On – 4:42 (Horner, Jennings)
9. Falling into You – 4:18 (Billy Steinberg, Rick Nowels, Marie-Claire D'Ubaldo)
10. That's the Way It Is (Inedito) – 4:03 (Lundin, Martin, Carlsson)
11. If Walls Could Talk (Inedito) – 5:19 (Lange)
12. The First Time Ever I Saw Your Face (Cover) – 4:09 (MacColl)
13. All the Way (feat. Frank Sinatra) (Cover) – 3:53 (Heusen, Cahn)
14. Then You Look at Me (Inedito) – 4:11 (Horner, Jennings)
15. I Want You to Need Me (Inedito) – 4:36 (Warren)
16. Live (for the One I Love) (Cover) – 3:58 (Cocciante, Plamondon, Jennings)

All the Way ... A Decade of Song (Brazilian Edition)
L'album pubblicato in Brasile include la versione spagnola della power-ballad All By Myself.
1. The Power of Love (Radio Edit) – 4:48 (DeRouge, Mende, Applegate, Rush)
2. If You Asked Me To – 3:55 (Warren)
3. Beauty and the Beast (feat. Peabo Bryson) – 4:04 (Menken, Ashman)
4. Sola Otra Vez – 5:12 (Eric Carmen, Sergei Rachmaninoff, Manny Benito)
5. Because You Loved Me – 4:35 (Warren)
6. It's All Coming Back to Me Now (Radio Edit) – 5:32 (Steinman)
7. To Love You More (Radio Edit) – 4:41 (Foster, Miles)
8. My Heart Will Go On – 4:42 (Horner, Jennings)
9. I'm Your Angel (feat. R. Kelly) – 5:31 (Kelly)
10. That's the Way It Is (Inedito) – 4:03 (Lundin, Martin, Carlsson)
11. If Walls Could Talk (Inedito) – 5:19 (Lange)
12. The First Time Ever I Saw Your Face (Cover) – 4:09 (MacColl)
13. All the Way (feat. Frank Sinatra) (Cover) – 3:53 (Heusen, Cahn)
14. Then You Look at Me (Inedito) – 4:11 (Horner, Jennings)
15. I Want You to Need Me (Inedito) – 4:36 (Warren)
16. Live (for the One I Love) (Cover) – 3:58 (Cocciante, Plamondon, Jennings)

All the Way ... A Decade of Song (European Edition)
L'edizione europea di All the Way ... A Decade of Song non presenta particolari differenze rispetto all'edizione nordamericana.
1. The Power of Love (Radio Edit) – 4:48 (DeRouge, Mende, Applegate, Rush)
2. Beauty and the Beast (feat. Peabo Bryson) – 4:04 (Menken, Ashman)
3. Think Twice – 4:48 (Hill, Sinfield)
4. Because You Loved Me – 4:35 (Warren)
5. It's All Coming Back to Me Now (Radio Edit) – 5:32 (Steinman)
6. Immortality (feat. Bee Gees) – 4:12 (B. Gibb, R. Gibb, M. Gibb)
7. To Love You More (Radio Edit) – 4:41 (Foster, Miles)
8. My Heart Will Go On – 4:42 (Horner, Jennings)
9. I'm Your Angel (feat. R. Kelly) – 5:31 (Kelly)
10. That's the Way It Is (Inedito) – 4:03 (Lundin, Martin, Carlsson)
11. If Walls Could Talk (Inedito) – 5:19 (Lange)
12. The First Time Ever I Saw Your Face (Cover) – 4:09 (MacColl)
13. All the Way (feat. Frank Sinatra) (Cover) – 3:53 (Heusen, Cahn)
14. Then You Look at Me (Inedito) – 4:11 (Horner, Jennings)
15. I Want You to Need Me (Inedito) – 4:36 (Warren)
16. Live (for the One I Love) (Cover) – 3:58 (Cocciante, Plamondon, Jennings)

All the Way ... A Decade of Song (French Edition)
In Francia il greatest hits fu pubblicato in una versione diversa rispetto a quella europea. La traccia numero 3, Think Twice fu sostituita da:
1. All by Myself – 5:11 (Carmen, Rachmaninoff)

All the Way ... A Decade of Song (Japanese Edition)
L'edizione giapponese contiene una traccia in più rispetto all'edizione asiatica.
1. The Power of Love (Radio Edit) – 4:48 (DeRouge, Mende, Applegate, Rush)
2. Beauty and the Beast (feat. Peabo Bryson) – 4:04 (Menken, Ashman)
3. Because You Loved Me – 4:35 (Warren)
4. It's All Coming Back to Me Now (Radio Edit) – 5:32 (Steinman)
5. All by Myself (Single Version) – 4:24 (Carmen, Rachmaninoff)
6. Immortality (feat. Bee Gees) – 4:12 (B. Gibb, R. Gibb, M. Gibb)
7. To Love You More (Radio Edit) – 4:41 (Foster, Miles)
8. My Heart Will Go On – 4:42 (Horner, Jennings)
9. Be the Man – 4:39 (Foster, Miles)
10. I'm Your Angel (feat. R. Kelly) – 5:31 (Kelly)
11. That's the Way It Is (Inedito) – 4:03 (Lundin, Martin, Carlsson)
12. If Walls Could Talk (Inedito) – 5:19 (Lange)
13. The First Time Ever I Saw Your Face (Cover) – 4:09 (MacColl)
14. All the Way (feat. Frank Sinatra) (Cover) – 3:53 (Heusen, Cahn)
15. Then You Look at Me (Inedito) – 4:11 (Horner, Jennings)
16. I Want You to Need Me (Inedito) – 4:36 (Warren)
17. Live (for the One I Love) (Cover) – 3:58 (Cocciante, Plamondon, Jennings)

All the Way ... A Decade of Song (Latina America Edition)
Fu pubblicata anche un'edizione latino americana dell'album All the Way... A Decade of Song, contenente delle diversità rispetto alle precedenti edizioni elencate.
1. The Power of Love (Radio Edit) – 4:48 (DeRouge, Mende, Applegate, Rush)
2. Beauty and the Beast (feat. Peabo Bryson) – 4:04 (Menken, Ashman)
3. Because You Loved Me – 4:35 (Warren)
4. It's All Coming Back to Me Now (Radio Edit) – 5:32 (Steinman)
5. Sola Otra Vez – 4:24 (Carmen, Rachmaninoff, Benito)
6. Immortality (feat. Bee Gees) – 4:12 (B. Gibb, R. Gibb, M. Gibb)
7. To Love You More (Radio Edit) – 4:41 (Foster, Miles)
8. My Heart Will Go On – 4:42 (Horner, Jennings)
9. I'm Your Angel (feat. R. Kelly) – 5:31 (Kelly)
10. That's the Way It Is (Inedito) – 4:03 (Lundin, Martin, Carlsson)
11. If Walls Could Talk (Inedito) – 5:19 (Lange)
12. The First Time Ever I Saw Your Face (Cover) – 4:09 (MacColl)
13. All the Way (feat. Frank Sinatra) (Cover) – 3:53 (Heusen, Cahn)
14. Then You Look at Me (Inedito) – 4:11 (Horner, Jennings)
15. I Want You to Need Me (Inedito) – 4:36 (Warren)
16. Live (for the One I Love) (Cover) – 3:58 (Cocciante, Plamondon, Jennings)

## Successo commerciale
All the Way ... A Decade of Song debuttò alla numero tre della Billboard 200 negli Stati Uniti grazie alla vendita di 303 000 copie, la seconda più grande apertura nella carriera della Dion in quel momento, superato solo dalle 334 000 copie di Let's Talk About Love del 1997 girate nella sua prima settimana. Grazie allo speciale televisivo della CBS di Cèline Dion, l'album ottenne un guadagno del 30% (394 000 copie) nella seconda settimana e fu il terzo album numero uno della sua carriera. La settimana successiva, All the Way ... A Decade of Song rimase in prima posizione altre 328 000 copie. Nella settimana seguente, scese alla numero due con vendite di 415 000 copie. Nella quinta settimana, scalò nuovamente la classifica, vendendo 537 000 copie. All the Way ... A Decade of Song attirò le maggiori vendite settimanali nella sesta settimana quando vendette 640 000 copie, scendendo in seconda posizione. Nella classifica Billboard dei dischi più venduti del 1999 negli Stati Uniti, All the Way ... A Decade of Song si collocò alla numero tredici con vendite di 2 900 000 copie. A partire dal 4 febbraio 2016, ha venduto oltre 8 100 000 copie negli Stati Uniti. l'album fu certificato sette volte disco di platino dalla RIAA. All the Way ... A Decade of Song fu anche il quarto greatest hits più venduto negli Stati Uniti nell'era Nielsen SoundScan e il greatest hits di maggior successo di un'artista femminile. Secondo Billboard, è diventato il 26º album più venduto del decennio (2000-09) negli Stati Uniti.
In Canada, All the Way ... A Decade of Song cebuttò alla numero uno. L'album ha venduto un milione di copie ed è stato certificato disco di diamante dalla CRIA. All the Way ... A Decade of Song ebbe successo anche in Giappone, dove raggiunse la prima posizione della classifica degli album, ottenendo la doppia certificazione Million dalla RIAJ, per aver venduto due milioni di copie. In Australia, l'album salì in cima alla classifica rimanendovi per due settimane e fu certificato tre volte disco di platino dall'ARIA. Nel Regno Unito, All the Way ... A Decade of Song debuttò alla numero uno vendendo 74 681 copie. È diventato uno dei cinque album della Dion ad aver venduto più di un milione di copie nel Regno Unito. A partire da ottobre 2008, l'album ha venduto 1 318 223 copie nel Regno Unito ed è stato certificato quattro volte disco di platino dalla BPI. In Germania, l'album debuttò nella classifica in prima posizione, trascorrendone sei settimane non consecutive. È stato certificato sette volte disco d'oro dalla BVMI dopo aver venduto 1 050 000 copie. Complessivamente, l'album ha venduto oltre cinque milioni di copie in Europa ed è stato certificato cinque volte disco di platino dall'IFPI.
All the Way ... A Decade of Song ha superato le classifiche di tutto il mondo e ha ottenuto certificazioni multi-platino, platino e oro in vari paesi. Durante i primi due anni dalla sua pubblicazione, l'album ha venduto oltre diciassette milioni di copie a livello mondiale.

## Classifiche

### Classifiche settimanali
| Classifica (1999-02) | Posizione massima |
| -------------------- | ----------------- |
| Australia            | 1                 |
| Austria              | 1                 |
| Belgio (Fiandre)     | 2                 |
| Belgio (Vallonia)    | 1                 |
| Canada               | 1                 |
| Finlandia            | 1                 |
| Germania             | 1                 |
| Giappone             | 1                 |
| Italia               | 4                 |
| Norvegia             | 1                 |
| Nuova Zelanda        | 2                 |
| Paesi Bassi          | 1                 |
| Regno Unito          | 1                 |
| Spagna               | 1                 |
| Stati Uniti          | 1                 |
| Svezia               | 1                 |
| Svizzera             | 1                 |
| Ungheria             | 9                 |

### Classifiche di fine anno
| Classifica (1999) | Posizione |
| ----------------- | --------- |
| Australia         | 15        |
| Austria           | 47        |
| Belgio (Fiandre)  | 6         |
| Belgio (Vallonia) | 10        |
| Germania          | 53        |
| Paesi Bassi       | 45        |
| Regno Unito       | 12        |
| Svizzera          | 27        |
| Classifica (2000) | Posizione |
| Australia         | 38        |
| Austria           | 23        |
| Belgio (Fiandre)  | 24        |
| Belgio (Vallonia) | 26        |
| Germania          | 19        |
| Nuova Zelanda     | 8         |
| Paesi Bassi       | 24        |
| Regno Unito       | 55        |
| Stati Uniti       | 7         |
| Svizzera          | 6         |
| Classifica (2001) | Posizione |
| Stati Uniti       | 198       |